# Louros (flod)
Louros (græsk: Λούρος) er en flod i Epirus -regionen i det nordvestlige Grækenland . Den er 80 km lang, og dens afvandingsområde er 963 km2. Den har sit udspring i en stor kilde, der ligger umiddelbart nord for landsbyen Vouliasta, i den regionale enhed Ioannina. Den løber sydpå gennem en kløft og derefter en opstemmet sø med et vandkraftværk. Louros løber forbi byen Filippiada og danner grænsen mellem de regionale enheder Arta og Preveza. Floden drejer derefter mod øst ind i den regionale enhed Preveza, der løber gennem kommunen Louros, der er opkaldt efter floden. Louros munder derefter ud i marsken i den nordlige ende af Ambraciske Golf.
Sammen med floden Strymon er Louros en af kun to floder i verden, hvor den kritisk truede græsk lampret ( Caspiomyzon hellenicus) er fundet.